# Hans Candrian
Hans Candrian (Flims, 6 marzo 1938 – Coira, 9 gennaio 1999) è stato un bobbista svizzero.

## Biografia
Ai X Giochi olimpici invernali (edizione disputatasi nel 1968 a Grenoble, Francia) vinse la medaglia di bronzo nel Bob a quattro con i connazionali Jean Wicki, Willi Hofmann e Walter Graf partecipando per la nazionale svizzera, dietro a quella italiana e all'austriaca.
Il tempo totalizzato fu di 4:43,92 con un leggero distacco rispetto alle altre classificate 4:43,07 e 4:43,83 i loro tempi. Inoltre ai Campionati mondiali vinse diverse medaglie:
- Campionati mondiali di bob 1970, medaglia di bronzo nel bob a due con Gion Caviezel, e bronzo nel bob a quattro con René Stadler, Max Forster e Peter Schärer.[3]
- Campionati mondiali di bob 1973, medaglia d'argento nel bob a due con Heinz Schenker.[4]
- Campionati mondiali di bob 1974, medaglia d'argento nel bob a quattro con Guido Casty, Yves Marchand e Gaudenz Beeli.